# Timbre (acústica)

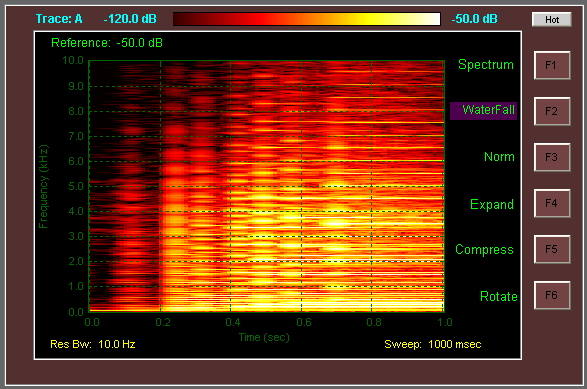
Espectrograma de un acorde tocado en la guitarra. Además de las propias notas del acorde, el espectrograma nos permite ver sus armónicos, que determinarán su timbre.

El timbre es una cualidad que caracteriza al sonido. Depende de la cantidad de armónicos que tenga un sonido y de la intensidad de cada uno de ellos. Se trata de una de las cualidades esenciales del sonido junto con el tono, la duración y la intensidad.

## Composición de los sonidos
Los sonidos que escuchamos son complejos, es decir, están compuestos por varias ondas simultáneas, aunque nosotros las percibimos como una sola. En el movimiento vibratorio generador del sonido intervienen, simultáneamente, de una parte, un movimiento vibratorio principal, y de otra, uno o más movimientos vibratorios secundarios. En el lenguaje, el tono fundamental de cada sonido es el que producen las vibraciones de las cuerdas vocales y los tonos secundarios resultan de las resonancias que aquel produce en las cavidades formadas en el canal vocal de acuerdo con la posición de los órganos articuladores. A cada cavidad o resonador, según su forma y volumen, le corresponde una nota de una altura determinada. En este conjunto sonoro de tono fundamental y tonos secundarios, el resonador predominante es el que determina el timbre o matiz característico de cada sonido.
Se habla de timbre en función de aquella cualidad que permite diferenciar un sonido de otro, sea este musical o no. Algunas definiciones se refieren al timbre como una cualidad o parámetro más del sonido, equiparable a la frecuencia (tono), amplitud (intensidad) y duración. Pero en realidad no se trata de un parámetro en sí mismo sino de la combinación de varios, entre los que podemos mencionar como determinantes a:
- El espectro: distribución de la energía en función de los parciales (armónicos o inarmónicos) de un sonido complejo.
- La envolvente dinámica: variación de la amplitud en el tiempo.
- La formante: el pico de intensidad o concentración energética en una determinada frecuencia en el espectro de un sonido.

## El timbre como criterio de identidad
A través del timbre somos capaces de diferenciar, dos sonidos de igual frecuencia fundamental o tono, e intensidad.
Un la de 440 Hz emitido por una flauta es distinto del la que emite una trompeta aunque estén tocando la misma nota, porque tienen distintos armónicos. En la flauta, los armónicos son pequeños en comparación con la fundamental mientras que en la trompeta los armónicos tienen una amplitud relativa mayor, por eso la flauta tiene un sonido suave, mientras que la trompeta tiene un sonido estridente.
Físicamente, el timbre es la cualidad que confieren al sonido los armónicos que acompañan a la frecuencia fundamental. Estos armónicos generan variaciones en la onda sinusoidal base. 
Los sonidos simples o tonos puros son ondas sinusoidales de una frecuencia determinada. Sin embargo, en la naturaleza, no existe ese sonido puro, libre de armónicos. 
El teorema de Fourier demuestra que cualquier forma de onda periódica puede descomponerse en una serie de ondas (armónicos) que tiene una frecuencia que es múltiplo de la frecuencia de la onda original (frecuencia fundamental). Así, los armónicos son múltiplos de la frecuencia fundamental, a la que acompañan.
El timbre viene determinado por la cantidad e intensidad de estos armónicos. A veces, como en el caso del oboe, estos armónicos pueden tener una amplitud igual o superior a la forma de onda fundamental.
Los armónicos varían según la fuente, según el tipo de instrumento, según el diseño del propio instrumento, e, incluso, según la forma de tocar este instrumento.
El timbre también es determinado por la envolvente de amplitud del sonido. La variación de la amplitud en el tiempo determina una “envolvente de onda”. Los sonidos de nuestro entorno describen complejas variaciones de amplitud en el tiempo, pero en general se acuerda un esquema básico que representa los principales momentos de articulación de la energía de la onda, ellos son: 
1. Ataque (attack): el tiempo que le lleva a la onda para alcanzar el punto máximo de su amplitud
2. Caída (decay): el tiempo que le lleva a la onda para pasar del punto máximo de amplitud hasta un estado de energía estacionario.
3. Sostenimiento (sustain): el tiempo en que la amplitud de la onda sonora permanece estacionaria.
4. Liberación (release): el tiempo que le lleva a la onda para pasar del final de su período estacionario hasta el punto de su extinción. El ejemplo clásico de liberación corresponde al momento en que se levanta el dedo de la tecla de un piano y el sonido se disipa rápidamente.

Estas cuatro etapas no siempre están presentes en todos los objetos sonoros. En gran parte de ellos el esquema se complica notoriamente.